# 에스타디오 마누엘 마르티네스 발레로
에스타디오 마누엘 마르티네스 발레로(스페인어: Estadio Manuel Martínez Valero)는 스페인 발렌시아 주 알리칸테 도 엘체에 있는 경기장이다. 이 경기장은 현재 라 리가에 속한 엘체의 안방 구장이다. 이 경기장의 명칭은 마누엘 마르티네스 발레로 전 엘체 회장의 이름을 따 명명되었다. 이 경기장은 FIFA 월드컵 본선 경기와 2003년 코파 델 레이 결승전을 개최한 경력이 있다. 스페인 국가대표팀은 몇 차례 이 경기장에서 친선경기와 주요 대회 예선전 경기를 펼쳤다. 이 경기장의 잔디 구장은 유럽에서 가장 넓은 규모를 자랑한다.
33,732명의 관중을 수용할 수 있는 마르티네스 발레로 구장은 스페인에서 12번째로 큰 구장이며, 메스타야에 이어 발렌시아 주에서 2번째로 큰 구장이다.

## 역사
마르티네스 발레로 구장은 1976년 9월 8일에 개장하여 1923년에 세워진 알타비스 구장을 대신하게 되었다. 이 경기장은 후안 보이스 마타레도나가 설계했고, 현재 알리칸테 도의 최대 경기장이다. 이 경기장의 개장 경기는 엘체와 멕시코 축구 국가대표팀 간의 경기로, 결과는 3-3 무승부였다. 이 경기에서 엘체의 골을 넣은 선수들은 피나로이, 오레야나, 그리고 고베스 보글리노였다. 이 경기장은 1982년 FIFA 월드컵 본선을 개최한 17개의 구장 중 하나이기도 했다. 1982년 6월 15일, 헝가리 국가대표팀은 FIFA 월드컵 역사상 최다 점수차 기록을 이 경기장에서 세웠는데, 23,000명이 웅집한 경기장에서 엘 살바도르에 10-1 대승을 거두었다. 그 후로, 마르티네스 발레로 구장은 2002-03 시즌의 코파 델 레이 결승전을 개최했다. 유럽 축구 연맹은 4성의 최고 경기장 목록에 이 경기장 이름을 올렸다.
2013-14 시즌, 경기장은 AFEPE(스페인 전국 축구단 지지자 위원회)에 의해 라 리가 최고의 구장으로 선정되기도 했다.

## 갤러리

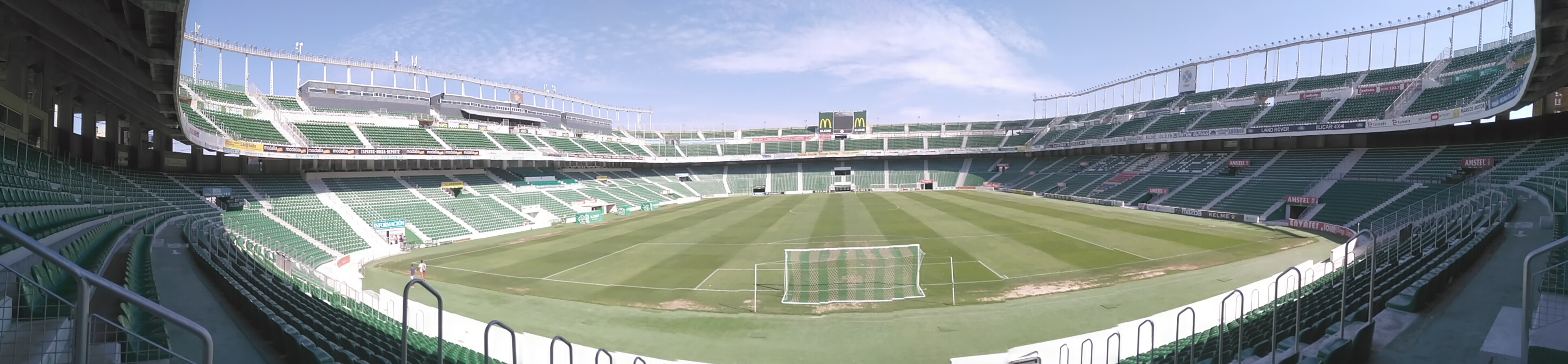
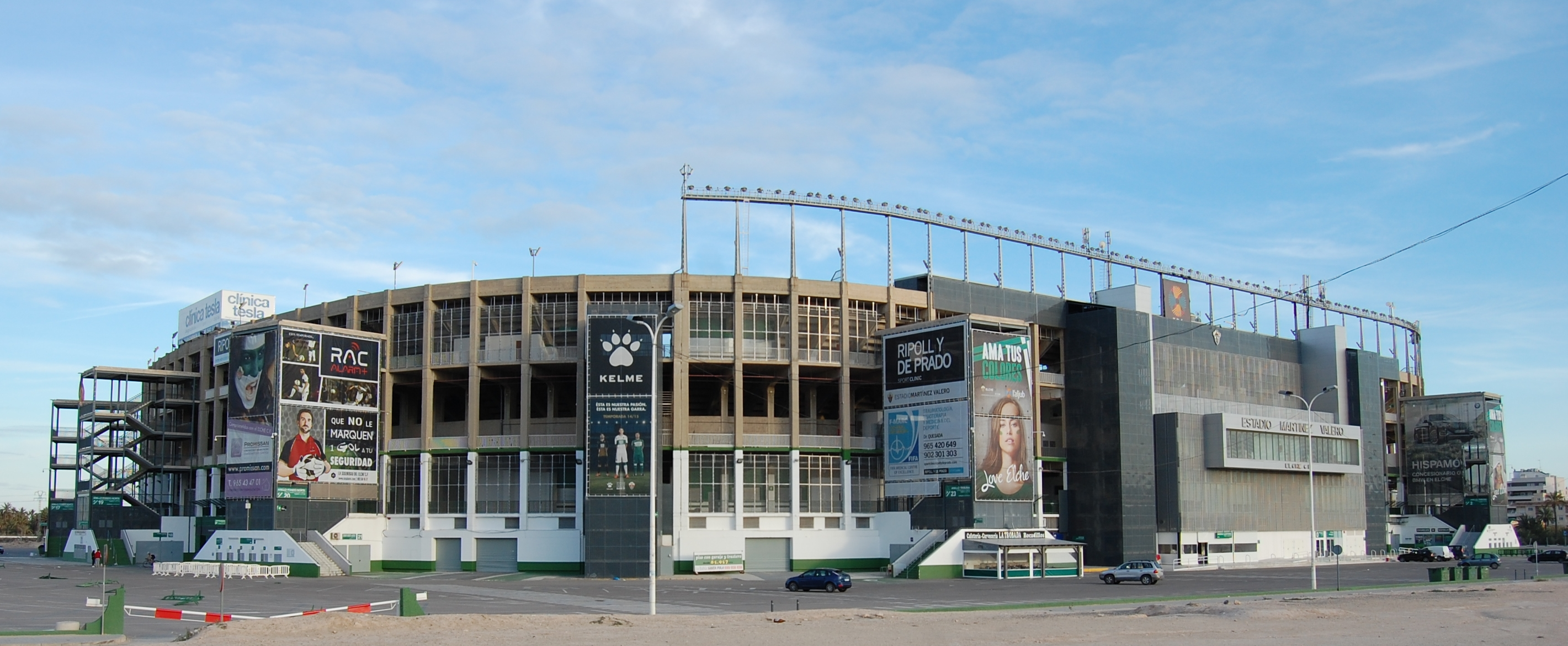
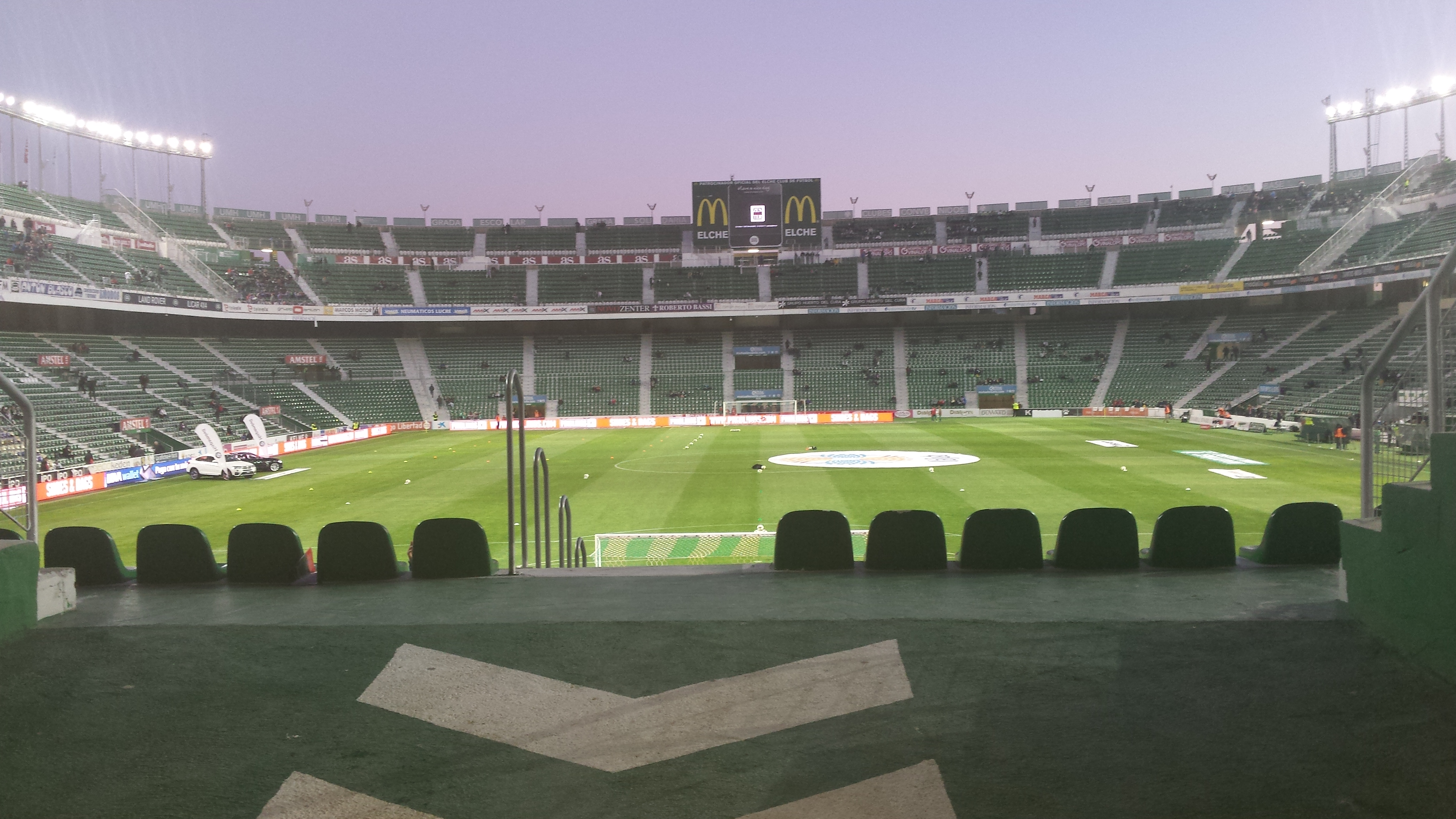
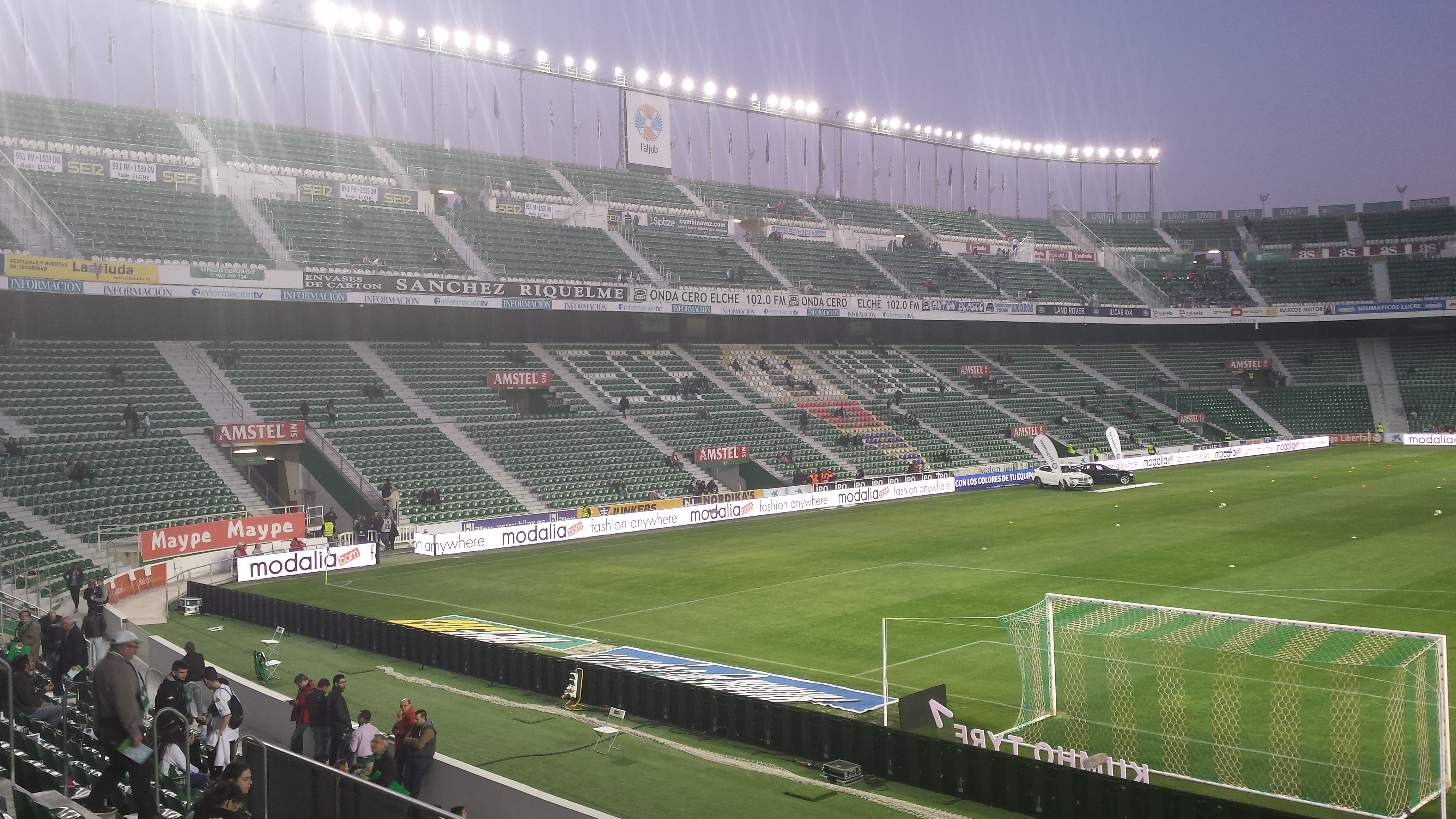
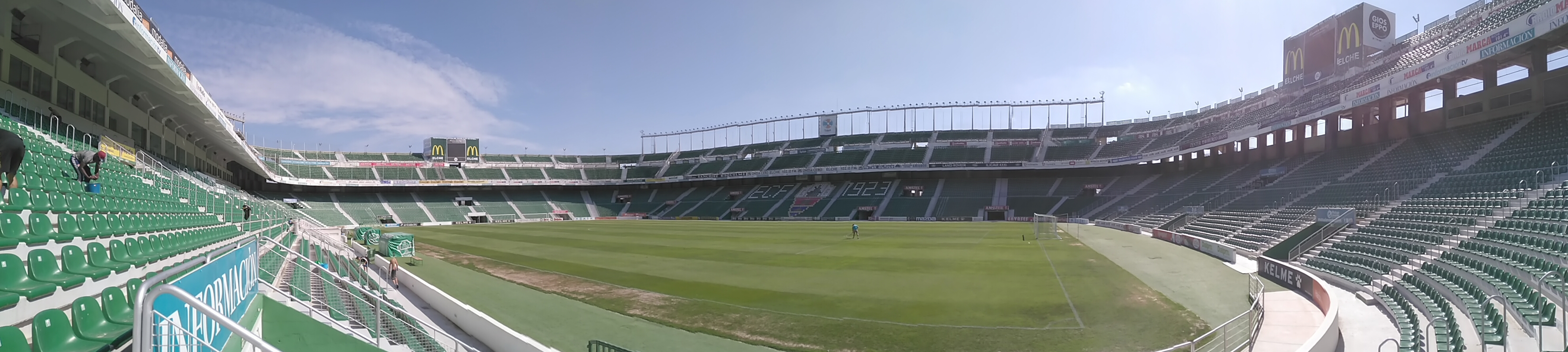
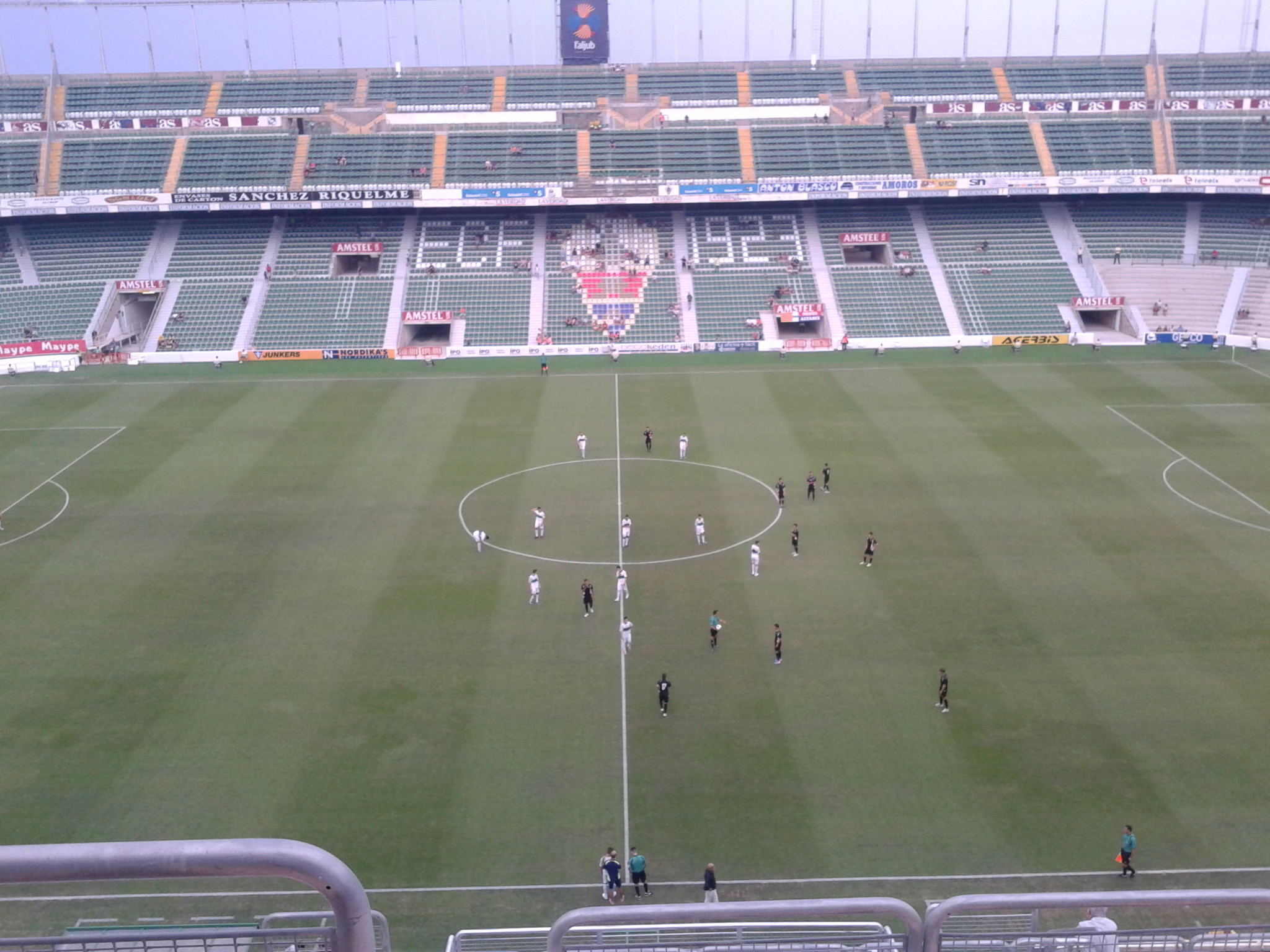
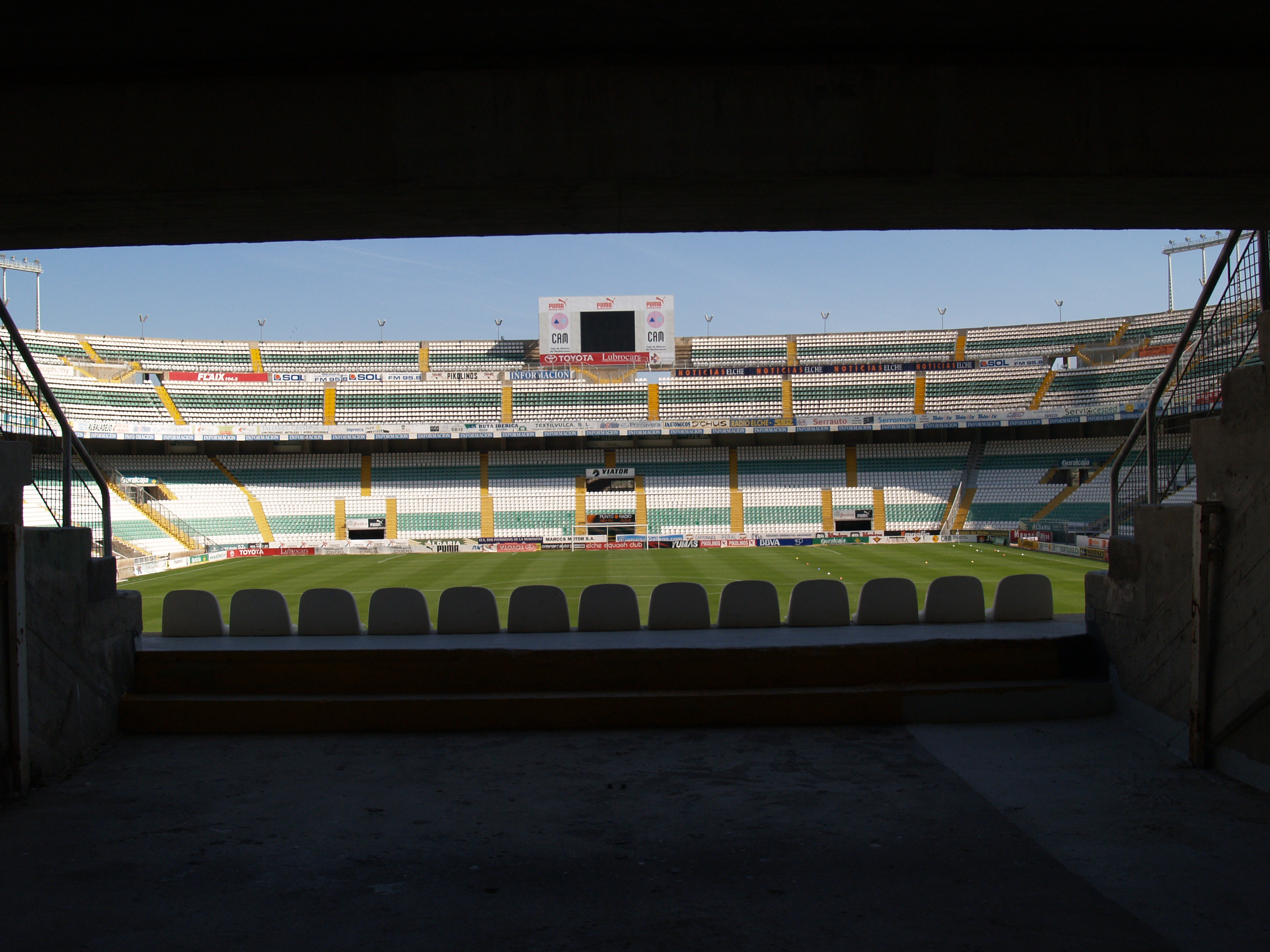

## 국가대표팀 경기

### 스페인 국가대표팀 경기
| 날짜             | 상대         | 점수 | 대회                      |
| ---------------- | ------------ | ---- | ------------------------- |
| 1986년 2월 19일  | 벨기에       | 3–0  | 친선경기                  |
| 1995년 11월 15일 | 북마케도니아 | 3–0  | 유로 1996 예선            |
| 2003년 9월 10일  | 우크라이나   | 2–1  | 유로 2004 예선            |
| 2006년 6월 3일   | 이집트       | 2–0  | 친선경기                  |
| 2008년 3월 26일  | 이탈리아     | 1–0  | 친선경기                  |
| 2018년 9월 11일  | 크로아티아   | 6–0  | UEFA 네이션스리그 2018–19 |

### 1982년 FIFA 월드컵
이 경기장은 1982년 FIFA 월드컵을 개최한 17개의 경기장들 중 하나로, 당시 엘체 신구장의 명칭으로 기록되어 있고, 다음 경기를 개최했다:
| 날짜            | 팀 1   | 결과 | 팀 2       | 라운드              | 관중 수 |
| --------------- | ------ | ---- | ---------- | ------------------- | ------- |
| 1982년 6월 15일 | 헝가리 | 10–1 | 엘살바도르 | 3조 (1차 조별 리그) | 23,000  |
| 1982년 6월 19일 | 벨기에 | 1–0  | 엘살바도르 | 3조 (1차 조별 리그) | 15,000  |
| 1982년 6월 22일 | 벨기에 | 1–1  | 헝가리     | 3조 (1차 조별 리그) | 37,000  |